# Francia ai I Giochi olimpici invernali
La Francia partecipò ai I Giochi olimpici invernali, svoltisi a Chamonix dal 25 gennaio al 5 febbraio 1924, aggiudicandosi tre medaglie di bronzo.

## Medagliere

### Per discipline
| Sport                 | Oro | Argento | Bronzo | Totale |
| --------------------- | --- | ------- | ------ | ------ |
| Pattinaggio di figura | 0   | 0       | 1      | 1      |
| Pattuglia militare    | 0   | 0       | 1      | 1      |
| Curling               | 0   | 0       | 1      | 1      |
| Totale                | 0   | 0       | 3      | 3      |

### Medaglie
| Medaglia | Atleta                                                                      | Sport                 | Evento                         |
| -------- | --------------------------------------------------------------------------- | --------------------- | ------------------------------ |
| Bronzo   | Henri Aldebert Henri Cournollet Georges André Armand Bénédic Pierre Canivet | Curling               | -                              |
| Bronzo   | Andrée Brunet Pierre Brunet                                                 | Pattinaggio di figura | Pattinaggio di figura a coppie |
| Bronzo   | Camille Mandrillon Georges Berthet Maurice Mandrillon André Vandelle        | Pattuglia militare    | -                              |